# Schneidbach (Gemeinde Ramsau)
Schneidbach (früher auch Schnaitbach) ist eine Ortschaft und eine Katastralgemeinde der Gemeinde Ramsau in Niederösterreich.

## Geografie
Die Streusiedlung erstreckt sich von Ramsau auf den Kruckensattel und besteht aus zahlreichen Einzellagen. Die Ortschaft wird vom Schneidbach durchflossen. Am 1. Jänner 2024 lebten in Schneidbach 53 Personen.

## Geschichte
Laut Adressbuch von Österreich waren im Jahr 1938 in Schneidbach ein Schuster und zahllose Landwirte ansässig.

## Siedlungsentwicklung
Zum Jahreswechsel 1979/1980 befanden sich in der Katastralgemeinde 24 Bauflächen mit 26.874 m² und 40 Gärten auf 90.039 m², 1989/1990 gab es 25 Bauflächen. 1999/2000 war die Zahl der Bauflächen auf 79 angewachsen und 2009/2010 bestanden 42 Gebäude auf 65 Bauflächen.

## Bodennutzung
Die Katastralgemeinde ist landwirtschaftlich geprägt. 269 Hektar wurden zum Jahreswechsel 1979/1980 landwirtschaftlich genutzt und 450 Hektar waren forstwirtschaftlich geführte Waldflächen. 1999/2000 wurde auf 235 Hektar Landwirtschaft betrieben und 485 Hektar waren als forstwirtschaftlich genutzte Flächen ausgewiesen. Ende 2018 waren 208 Hektar als landwirtschaftliche Flächen genutzt und Forstwirtschaft wurde auf 490 Hektar betrieben. Die durchschnittliche Bodenklimazahl von Schneidbach beträgt 23,3 (Stand 2010).